# Visznek
Visznek là một thị trấn thuộc hạt Heves, Hungary. Thị trấn này có diện tích 22,73 km², dân số năm 2010 là 1126 người, mật độ 50 người/km².